# Степное (Родинский район)
Степно́е — село в Родинском районе, Алтайский край, Россия. Административный центр Степновского сельсовета.

## География
Село находится возле небольшого одноимённого озера, к западу от села расположено крупное озеро Тюменцево.
Расстояние до 
- районного центра Родино  24 км;
- краевого центра Барнаул 236 км.

Ближайшие населенные пункты
Чернавка 9 км, Степной Кучук 9 км, Камышенка 11 км, Каяушка 15 км, Покровка 15 км, Вячеславка 20 км, Глядень 20 км, Сидоровка 21 км.
Уличная сеть
В селе 23 улицы.
Климат
Климат резко континентальный: тёплое лето и морозная зима. Теплый сезон начинается с середины мая и заканчивается в конце сентября, иногда длится весь октябрь. Самый жаркий месяц ― июль. Годовое количество атмосферных осадков 320 мм. В районе часто дуют ветра юго-западного направления, средняя годовая скорость ветра 4,5 м/сек. Повышение скорости ветра более 6 м/сек. сопровождаются пыльными бурями, зимой - метелями.

## Население
| 1997  | 1998  | 1999  | 2000  | 2001  | 2002  | 2003  |
| ----- | ----- | ----- | ----- | ----- | ----- | ----- |
| 1596  | ↗1658 | ↗1695 | ↘1679 | ↘1672 | ↘1662 | ↗1701 |
| 2004  | 2005  | 2006  | 2007  | 2008  | 2009  | 2010  |
| ↘1634 | ↘1608 | ↘1591 | ↘1582 | ↘1563 | ↘1501 | ↘1474 |
| 2011  | 2012  | 2013  | 2014  | 2015  | 2016  | 2017  |
| ↘1471 | ↘1432 | ↘1401 | ↘1373 | ↘1342 | ↗1353 | ↘1343 |
| 2018  | 2019  | 2020  | 2021  |       |       |       |
| ↘1339 | ↘1307 | ↘1287 | ↘1244 |       |       |       |

## История
Село образовано в 1930-е годы. Вплоть до 1942 года там располагалась ферма совхоза «Овцевод» (позднее «Родинский»). В 1942 году третья и четвертая фермы из этого хозяйства стали базой совхоза «Степной», согласно Приказу № 330/01 Наркома зерновых и животноводческих совхозов СССР от 24.11.1942 года. Официальная дата образования села — 1943 год. В 1959 году решением Алтайского крайисполкома центральная усадьба совхоза «Степной» была переименована в село Степное.

## Инфраструктура
В селе работают индивидуальные предприниматели-фермеры. АО «Степное» и ООО «Маяк» занимаются, в основном, разведением овец и коз, выращиванием зерновых культур. Когда-то крупный совхоз «Степной», разводивший тонкорунных овец, пришёл в упадок, предприятие несколько раз выставлялось на продажу. В селе есть магазины, сельская библиотека, клуб, средняя образовательная школа, ФАП.